# 11418 Williamwang
11418 Williamwang eller 1999 JN118 är en asteroid i huvudbältet som upptäcktes den 13 maj 1999 av LINEAR i Socorro County, New Mexico. Den är uppkallad efter William Wang.
Asteroiden har en diameter på ungefär 9 kilometer och den tillhör asteroidgruppen asteroidgruppen Padua.